# Menster Ledge
Die Menster Ledge ist eine 1800 m hohe Geländestufe in der Britannia Range des Transantarktischen Gebirges. Sie liegt 10 km südwestlich des Mount Olympus im Hughes-Becken. Die Stufe ist 4 km breit und im Zentrum sowie im Norden von einer ebenen Eisfläche bedeckt. Ihr südliches Ende ist durch steil abfallende Eis- und Felsenkliffs gekennzeichnet.
Das Advisory Committee on Antarctic Names benannte sie 2001 nach William Joseph Menster (1913–2007) von der United States Navy, Kommandant der USS Mount Olympus bei der Operation Highjump (1946–1947).